# Fort Lauderdale Strikers (1977–1983)
Fort Lauderdale Strikers war ein US-amerikanischer Fußballverein aus Fort Lauderdale, Florida. Der Verein entstand 1977 aus den Miami Toros und zog 1983 nach Minnesota, wo er unter dem Namen Minnesota Strikers weiterexistierte. Die Fort Lauderdale Strikers waren von 1977 bis 1983 Mitglied der North American Soccer League (NASL). In dieser Zeit spielten George Best, Bernd Hölzenbein und Gerd Müller für den Verein.

## Geschichte
Vorgängerverein der Strikers waren die Washington Darts, welche seit 1969 in der NASL spielten, bevor sie 1971 nach Miami umzogen und unter der neuen Bezeichnung Miami Gatos weiter am Spielbetrieb der NASL teilnahmen. Bereits ein Jahr später wurde das Team in Miami Toros umbenannt und bezog die Miami Orange Bowl als Spielstätte. Zur Saison 1977 letztlich wurde das Team nach Fort Lauderdale transferiert und erhielt den Namen Strikers.
In der lediglich sechs Jahre dauernden Teilnahme der Strikers in der höchsten US-amerikanischen Profi-Liga fanden mehrere bekannte Fußballer ihren Weg nach Miami. So spielte von 1977 bis 1978 mit Gordon Banks der englische Torhüter der Weltmeistermannschaft von 1966 für die Strikers. In der Mitte der zweiten Spielzeit 1978 folgte der nordirische Nationalspieler George Best, nachdem er sich bei seinem vorherigen Club, den Los Angeles Aztecs, mit dem Management überworfen hatte.
Zur Spielzeit 1979 stieß neben dem peruanischen Nationalspieler Teófilo Cubillas auch der ehemalige deutsche Nationalspieler und Weltmeister von 1974 Gerd Müller zu den Strikers. Müller spielte zwischen 1979 und 1981 in 71 Spielen für das Team und erzielte dabei 38 Tore.
Sportlich waren die Fort Lauderdale Strikers erfolgreich. So erreichte man bereits in der ersten Saison 1977 den ersten Platz in der Eastern Division, schied jedoch bereits in den Division Playoffs gegen die New York Cosmos nach Niederlagen im Hin- und Rückspiel vor Ende der Best-of-Three-Serie mit 0-2 aus.
1978 belegte man in der Eastern Division den dritten Platz, bezwang aber in den anschließenden Division-Playoffs den Ersten New England Tea Men mit 1:0 und zog in das Conference-Semifinale ein. Hier traf man auf Detroit Express, welche nach zwei Siegen und einer Niederlage in der Best-of-Three-Serie bezwungen wurden. Im darauf folgenden American-Conference-Finale trafen die Strikers auf die Tampa Bay Rowdies, welche in der Eastern Division den zweiten Platz vor den Strikers belegt hatten. Hier unterlagen die Strikers nach drei Spielen mit 2-1 und schieden somit kurz vor Erreichen der Soccer Bowl aus. 1979 wurden die Strikers Zweiter in ihrer Division, schieden jedoch bereits in der ersten Playoff-Runde gegen den Central-Division-Vertreter Chicago Sting nach zwei Niederlagen aus.
Die darauf folgende Saison 1980 wurde die erfolgreichste der Strikers. Nachdem man in der Eastern Division den zweiten Platz hinter den Tampa Bay Rowdies belegt hatte, siegte man in den Conference-Playoffs mit 2-1 in der Serie gegen California Surf. Im nachfolgenden Conference-Semi-Finale gegen die Edmonton Drillers siegte man abermals mit 2-1 in der Serie und zog nach 1978 zum zweiten Mal in das American-Conference-Finale ein und spielte um einen Platz im Endspiel um die amerikanische Meisterschaft. Gegner in diesem Conference-Finale waren die San Diego Sockers. Auch hier gewann Fort Lauderdale die Serie mit 2-1 und zog erstmals in die Soccer Bowl ein.
Dieses Endspiel fand am 21. September 1980 im Robert F. Kennedy Memorial Stadium in Washington, DC statt. Gegner waren die New York Cosmos, welche ihre Division souverän gewonnen hatten und als Favorit galten. Dabei unterstützten Spieler wie Franz Beckenbauer, Carlos Alberto und Johan Neeskens auf Seiten der New Yorker diese Position noch. Nach zwei Toren von Giorgio Chinaglia und einem von Julio Romero siegte New York klar mit 3:0 und erlangte zum vierten Mal den Meistertitel. Es sollte der einzige Auftritt Fort Lauderdales im Soccer Bowl bleiben.
Zur Saison 1981 wurden die Divisions neu geordnet und Fort Lauderdale spielte fortan in der Southern Division, wo sie in dieser Spielzeit hinter den Atlanta Chiefs den zweiten Platz belegten. In den anschließenden Playoffs siegte man in der ersten Runde nach zwei Siegen gegen die Northwest-Division-Vertreter Calgary Boomers mit 2:0. Mit demselben Ergebnis wurde im Viertelfinale die Minnesota Kicks aus der Central Division bezwungen und somit stand man im Halbfinale. Dort trafen die Strikers auf den Vorjahres-Endspielgegner New York Cosmos und verlor das erste Spiel der Serie knapp mit 3:4. Da das zweite Spiel klar mit 1:4 verloren ging und daher die Serie mit 2-0 beendet war, zog New York in das Finale ein und Fort Lauderdale schied im Halbfinale aus.
In der folgenden Saison 1982 wurde die Division-Aufteilung abermals geändert und so gab es nur noch drei Divisions. Fort Lauderdale wurde der Southern Division zugeordnet, wo man den ersten Platz belegte. In der ersten Runde der Playoffs trafen die Strikers auf Montreal Manic aus der Eastern Division, welche nach zwei Siegen und einer Niederlage mit 2:1 besiegt wurden. Im folgenden Halbfinale war der Western-Division-Sieger Seattle Sounders der Gegner. Das erste Spiel im heimischen Stadion wurde mit 2:0 gewonnen, das zweite Spiel in Seattle aber mit 3:4 verloren. So musste das dritte Spiel der Serie über den Sieger entscheiden und hier behielt Seattle mit 1:0 knapp die Oberhand, so dass Fort Lauderdale ausschied.
Die letzte Saison der Fort Lauderdale Strikers im Jahr 1983 wurde nach dem zweiten Platz in der Southern Division mit einer 2:0-Niederlage in der Serie gegen den Sieger der Southern Division, Tulsa Roughnecks beendet. Zur Spielzeit 1984 zogen die Fort Lauderdale Strikers nach Minnesota und formierten sich unter dem Namen Minnesota Strikers als Team in der NASL.

## Statistiken der Einzeljahre
| Saison | Division | Division Platz                           | Playoffs                           |
| ------ | -------- | ---------------------------------------- | ---------------------------------- |
| 1977   | 19-7     | 1. Eastern Division, American Converence | Division Playoff                   |
| 1978   | 16-14    | 3. Eastern Division, American Converence | American-Converence- Finale        |
| 1979   | 17-13    | 2. Eastern Division, American Converence | American-Conference- Viertelfinale |
| 1980   | 18-14    | 2. Eastern Division, American Converence | Soccer Bowl-Teilnahme              |
| 1981   | 18-14    | 2. Southern Division                     | Halbfinale                         |
| 1982   | 18-14    | 1. Southern Division                     | Halbfinale                         |
| 1983   | 14-16    | 2. Southern Division                     | Viertelfinale                      |

Das unter Division angegebene Verhältnis entspricht dem Sieg-Niederlagen-Verhältnis.

## Spieler und Trainer
Bei den Fort Lauderdale Strikers spielten unter anderen folgende Spieler:
- Gordon Banks (1977–1978)
- Ray Hudson (1977–1983)
- George Best (1978–1979)
- Gerd Müller (1979–1981)
- Teófilo Cubillas (1979–1983)
- Francisco Marinho (1980)
- Jan van Beveren (1980–1983)
- Elías Figueroa (1981)
- Bernd Hölzenbein (1981–1983)
- Alexander Szatmári (1982–1984)

In den sechs Jahren in der NASL trainierten folgende Trainer die Fort Lauderdale Strikers:
- Ron Newman (1977–1979)
- Cor van der Hart (1980)
- Eckhard Krautzun (1981–1982)
- David Chadwick (1983–1984)

## Nach der NASL
1988 wurde für die neu gegründete American Soccer League abermals ein Team mit dem Namen Fort Lauderdale Strikers gegründet. In der ersten Saison belegte man in der regulären Saison den ersten Platz mit 14 Siegen bei sechs Niederlagen und zog in das Playoff-Halbfinale ein. In der folgenden Saison 1989 belegte man mit 12 Siegen bei acht Niederlagen in der Regulären Saison zwar lediglich den zweiten Platz, konnte aber den Titel nach einem Sieg im Playoff-Finale gegen die Boston Bolts erstmals gewinnen. Im anschließenden Spiel um die ASL-WSL-National-Championship gewann man mit 3:1 gegen den Western-Soccer-League-Meister San Diego Nomads. Ein weiterer Erfolg in der durch Zusammenlegung der aus ASL und WSL entstandenen American Professional Soccer League konnte trotz des Einzuges in das Playoff-Finale 1990 nicht mehr erzielt werden.
| Jahr | Liga           | Reg. Saison    | Playoffs           |
| ---- | -------------- | -------------- | ------------------ |
| 1988 | ASL            | 1. Southern    | Finale             |
| 1989 | ASL            | 2. Southern    | Champion           |
| 1990 | APSL           | 1st, ASL South | Finale             |
| 1991 | APSL           | 1. American    | Halbfinale         |
| 1992 | APSL           | 4.             | Halbfinale         |
| 1993 | APSL           | 6.             | nicht qualifiziert |
| 1994 | APSL (2. Liga) | 2.             | nicht qualifiziert |